# Chiesa di San Luca (Genova)
La chiesa di San Luca, talvolta chiamata chiesa di San Luca degli Spinola, è un luogo di culto cattolico situato nell'omonima piazza del centro storico di Genova, nel quartiere della Maddalena. La sua comunità parrocchiale fa parte del vicariato "Centro storico" dell'arcidiocesi di Genova. La decorazione interna e le opere d'arte di Domenico Piola, Filippo Parodi e del Grechetto sono tra le più alte realizzazioni del barocco genovese. Il parroco ha il titolo di prevosto di san Luca e Abate di S. Defendente.

## Storia
La chiesa fu fondata nel 1188 da Oberto Spinola, importante uomo politico di quel periodo, più volte console, su un terreno di proprietà del genero Oberto Grimaldi. La zona dove sorse la chiesa era stata inglobata da pochi anni all'interno della cerchia muraria cittadina. Era all'epoca una zona agricola attraversata dalla via di accesso a Genova da ponente (il cosiddetto "carrubeus rectus", l'attuale asse formato da via San Luca, via di Fossatello e via del Campo) lungo la quale iniziarono a sorgere i primi insediamenti residenziali, tra i quali alcuni edifici della famiglia Grimaldi.
Oberto Spinola ottenne dal papa Gregorio VIII che la chiesa fosse dichiarata parrocchia gentilizia delle due famiglie (Spinola e Grimaldi). Secondo la tradizione fu consacrata dall'arcivescovo Bonifacio nel 1191 e papa Celestino III nel 1197 la esentò dal pagamento del tributo alla vicina abbazia di S. Siro.
Nel 1485 fu eretta in collegiata e prevostura da papa Innocenzo VIII; papa Sisto V nel 1589 la confermò come parrocchia gentilizia delle famiglie Spinola e Grimaldi, ma poiché versava in condizioni di degrado e risultava inadeguata rispetto ai requisiti previsti dal Concilio di Trento, nella prima metà del Seicento ne fu decisa la completa riedificazione in forme barocche, iniziata nel 1626 e portata a compimento nel 1650.
Il progetto fu a lungo attribuito al lombardo Carlo Mutone, decoratore e stuccatore, autore in realtà solo delle decorazioni e del disegno della facciata. Il recente il ritrovamento presso l'Archivio di Stato di Genova del contratto di appalto rogato dal notaio Genesio Celle nel febbraio del 1626, avente a testimoni i rappresentanti delle due famiglie, Luca Grimaldi e Leonardo Spinola, ha consentito di attribuire il progetto all'architetto Bartolomeo Bianco. Al contratto sono allegati un dettagliato elenco dei lavori con le modalità di esecuzione, le planimetrie e i disegni dei prospetti della nuova chiesa.
La chiesa fu nuovamente consacrata nel 1627 da Vincenzo Spinola, vescovo di Brugnato.
Durante la seconda guerra mondiale, i bombardamenti dell'agosto 1943 causarono gravi danni alle coperture ed in particolare alla cupola, la cui armatura lignea affogata nella muratura rimase carbonizzata per l'incendio provocato dalle bombe e fu sostituita nell'immediato dopoguerra da cordonature in calcestruzzo armato. Tra il 1947 e il 1950 furono restaurati, per mano di Luigi Gerolamo Leggero (1892-1978), gli affreschi della cupola, dell'abside e del presbiterio.
In epoca più recente, infiltrazioni d'acqua causate da carenze di manutenzione hanno provocato nuovi danni agli affreschi e alle decorazioni marmoree. I restauri condotti dal 2000 al 2004 hanno riportato ancora una volta all'antico splendore il ciclo pittorico della volta della cupola e i gruppi scultorei.
La chiesa di San Luca, tuttora parrocchia gentilizia della famiglia Spinola, a seguito di accordi firmati con la curia arcivescovile il 9 febbraio 2009, è di proprietà della Fondazione Spinola, che ha l'onere del mantenimento della struttura e delle spese ordinarie, d'intesa con la parrocchia, che si occupa del culto e delle attività parrocchiali. La Fondazione Spinola, che ha contribuito ai restauri dei primi anni duemila, ha sede nell'antico loggiato della chiesa, ristrutturato nel 2010. La fondazione promuove progetti di riqualificazione sociale e culturale nel centro storico e organizza concerti di musica classica contemporanea all'interno della chiesa.

## Descrizione

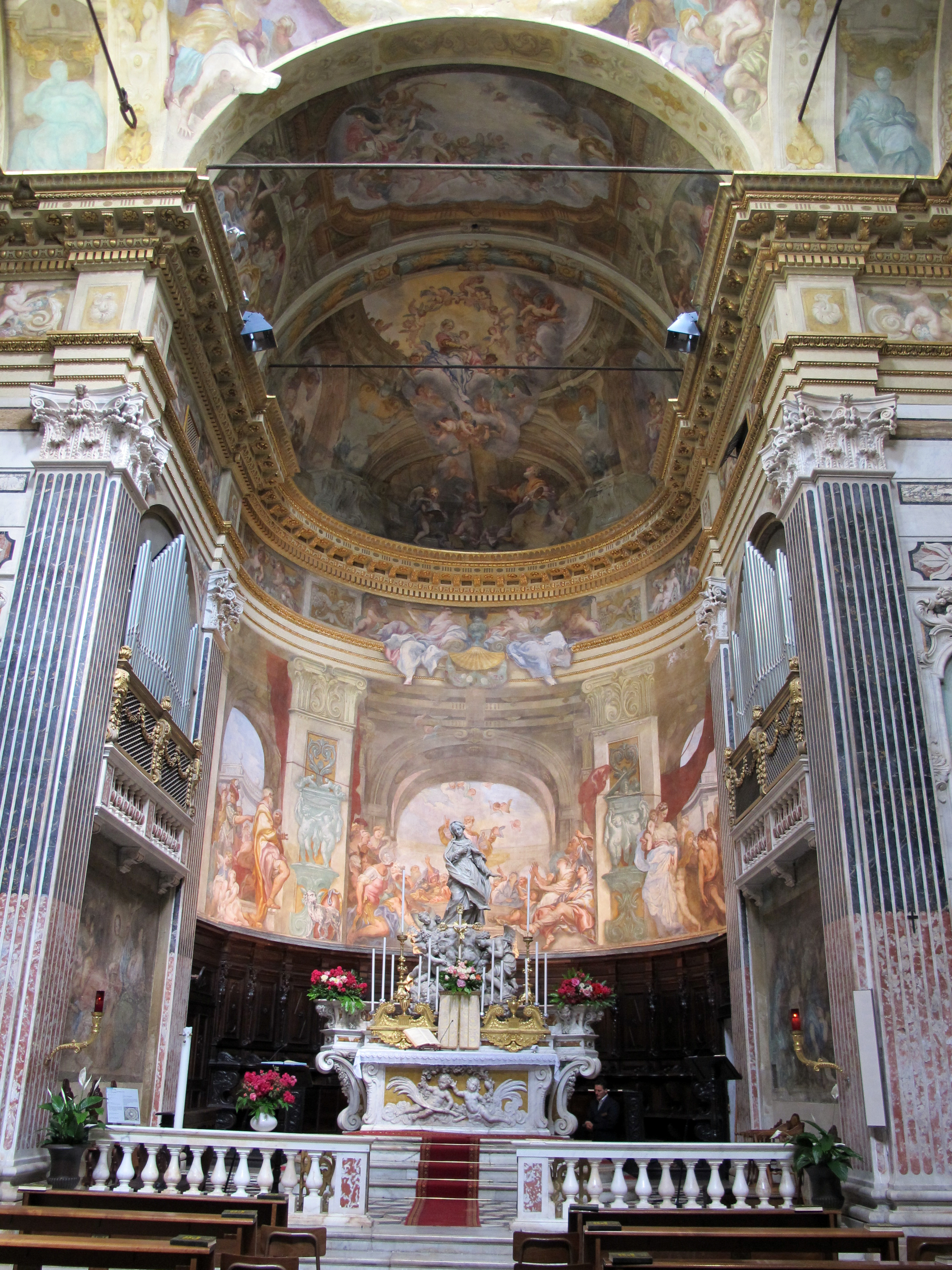
L'altare maggiore e il presbiterio

### Esterno
La facciata che si apre su piazza San Luca, in realtà un piccolo slargo lungo l'omonima via, presenta una struttura a salienti. La parte centrale è suddivisa in due fasce sovrapposte da un cornicione riccamente decorato con bassorilievi e idealmente sorretto da due lesene corinzie lisce: nella parte inferiore della facciata si apre il portale, con timpano marmoreo, mentre in quella superiore vi è una finestra a lunetta semicircolare. In corrispondenza della crociera, si trova una cupola con lanterna. Sul retro della chiesa si eleva il piccolo campanile a torre. Della chiesa originaria resta solo l'iscrizione in latino sopra il portale d'ingresso, che riporta la data di fondazione: Nell'anno 1188, nel mese di ottobre, Oberto Spinola e i figli Guidone, Ingone, Oberto, Guglielmo, Nicola, Giovanni e Bonifacio questa chiesa fondarono.

### Interno
L'interno della chiesa ha pianta a croce greca con l'unica navata leggermente allungata e terminante con un'abside semicircolare. L'altare maggiore in marmo è opera di Daniello Solaro (1649), autore anche dei numerosi ornamenti in marmo che arricchiscono il tempio.
Le volte e le pareti della chiesa presentano un ciclo di affreschi, realizzati nell'ultimo decennio del Seicento da Domenico Piola con la collaborazione del figlio Paolo Gerolamo e del quadraturista Antonio Maria Haffner, autore delle cornici e delle architetture dipinte. La serie degli affreschi raffigura l'Incoronazione della Vergine nella volta della cupola, Giaele, Giuditta, Giobbe e il Figliol Prodigo nei peducci, storie di S. Luca nel presbiterio e nel coro (San Luca pittore ritrae la Vergine e San Luca predica al popolo) e figure allegoriche di Virtù a monocromo nella controfacciata e nel transetto. Nella volta della navata San Luca battezza i neofiti e Cena in Emmaus.

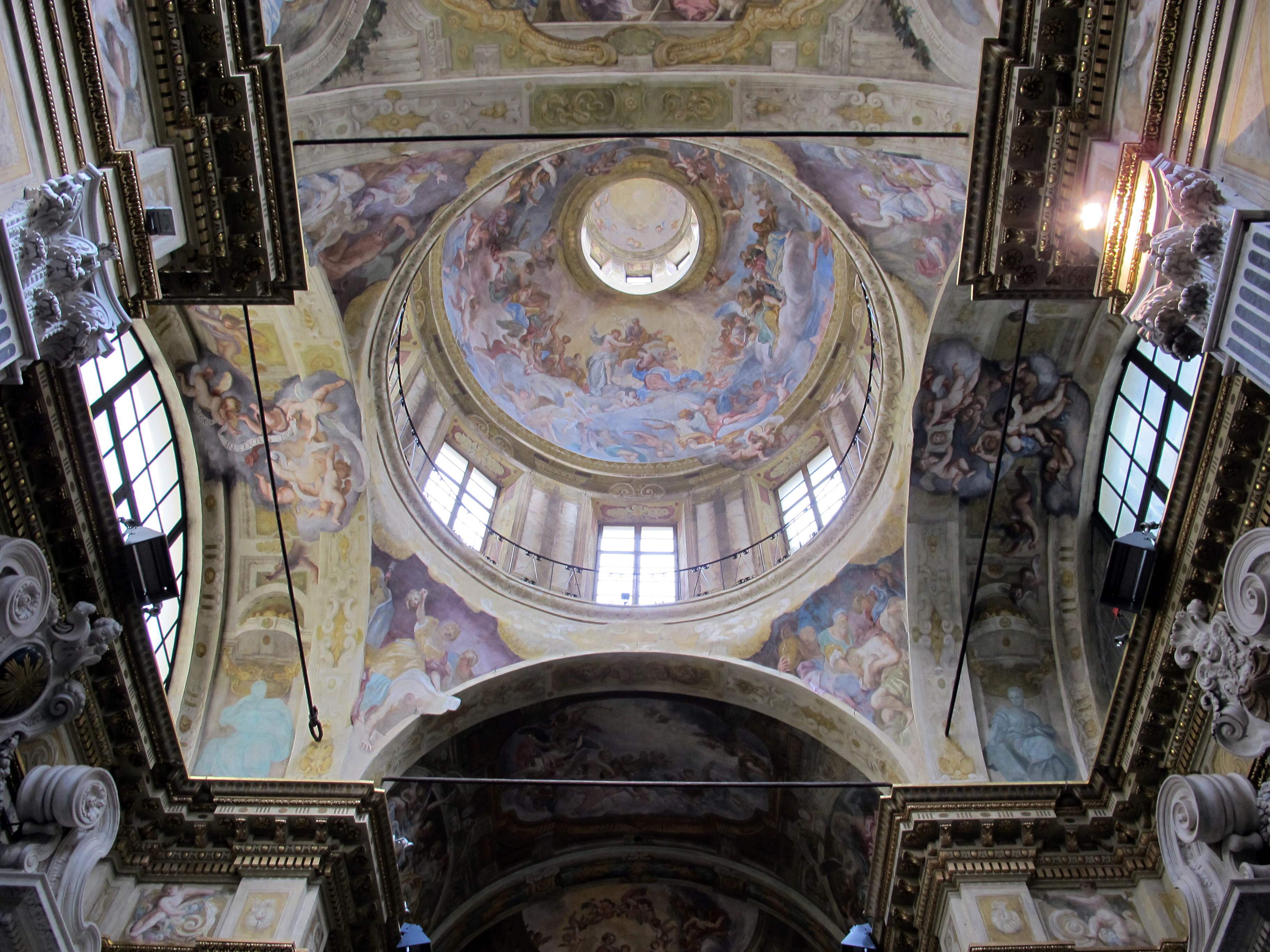
Gli affreschi della cupola

### Opere d'arte
Oltre agli affreschi citati, la chiesa conserva altre opere importanti, come il gruppo marmoreo dell'Immacolata con angeli di Filippo Parodi (1649), in marmo bianco di Carrara, che campeggia sull'altare maggiore, il gruppo ligneo del Cristo deposto (1680), anche questo del Parodi (con decorazione policroma del Piola), la Natività, capolavoro di Giovanni Benedetto Castiglione, detto il Grechetto (il dipinto, realizzato nel 1645, fu definito dal Ratti "la più bell'opera che di lui abbiamo"), il Crocifisso ligneo di Francesco Fanelli (1609) e un reliquiario a tabernacolo quattrocentesco, appartenente alla vecchia chiesa, collocato nel retro dell'abside ed accessibile dal corridoio della sagrestia.
L'organo a canne della chiesa è stato costruito nel 1960 dalla Fabbrica Organi Ruffatti di Padova. A trasmissione elettrica, la sua consolle, separata dal corpo fonico, ha due tastiere e pedaliera.